# ARD-Infonacht

Karte der Sender, welche die ARD-Infonacht übernehmen. (Stand: Januar 2024)

Die ARD-Infonacht ist das bundesweit ausgestrahlte, gemeinsame Nachtprogramm der ARD-Informationsradios. Sie ist ein werbe- und musikfreies Informationsprogramm mit Nachrichten im Halb-Stunden-Takt sowie vertiefenden Berichten und Reportagen. Die Infonacht startete am 1. April 2011 als viertes gemeinsames ARD-Nachtprogramm.

## Geschichte
Die ARD-Infonacht wurde bis zum 30. Dezember 2020 täglich zwischen 23:00 Uhr und 6:00 Uhr vom Informationsprogramm des Mitteldeutschen Rundfunks, MDR Aktuell, in seinen Studios in Halle (Saale) produziert und ausgestrahlt. Danach wechselte die Produktion der ARD-Infonacht zu NDR Info, dem Nachrichtenkanal des Norddeutschen Rundfunks, in Hamburg. Der Sendungsbeginn ist seither um 22:00 Uhr. Die Infonacht wurde zunächst im Funkhaus an der Rothenbaumchaussee produziert. Im November 2021 wurde sie zum zweiten Hamburger NDR-Standort, im Stadtteil Lokstedt, verlagert, direkt benachbart zur zentralen Fernsehnachrichtenredaktion ARD-aktuell.

### Teilnehmende Programme
Folgende Programme übernehmen zurzeit (Stand: 30. Dezember 2020) die von NDR Info produzierte ARD-Infonacht:
- Antenne Saar (Saarländischer Rundfunk)
- BR24 (Bayerischer Rundfunk)
- BR24live (Bayerischer Rundfunk)
- hr-info (Hessischer Rundfunk)
- MDR Aktuell (Mitteldeutscher Rundfunk)
- rbb24 Inforadio (Rundfunk Berlin-Brandenburg)
- SWR Aktuell (Südwestrundfunk)
- WDR 5 (Westdeutscher Rundfunk)

Radio Bremen überträgt auf Bremen 5 zeitweise Parlamentsdebatten der Bremischen Bürgerschaft. Ansonsten wird auf der Frequenz das Programm von NDR Info übernommen und somit auch die ARD-Infonacht.
BR24 des Bayerischen Rundfunks und SWR Aktuell des Südwestrundfunks hatten bereits vor Einführung der ARD-Infonacht das Nachtprogramm vom damaligen MDR Info übernommen.

### Besonderheiten bei der Programmübernahme
Samstags, sonntags und an in Baden-Württemberg geltenden Feiertagen blendet sich SWR Aktuell noch nach Ende der ARD-Infonacht bis 08:00 Uhr in das nachfolgende Programm der produzierenden Sendeanstalt (bis 2021 MDR Aktuell bzw. seit 2021 NDR Info) ein.
Das Inforadio des rbb  strahlt in den ersten beiden Stunden der Infonacht jeweils 15 Minuten nach und 15 Minuten vor der vollen Stunde ein regionales Fenster aus und gestaltet so das Programm in seinem Ausstrahlungsgebiet mit regionalen und thematischen Schwerpunkten mit. Alle beteiligten Infowellen steuern für die ARD-Infonacht Berichte und Interviews aus ihren Sendegebieten bei. Zur vollen Stunde senden einige Sender eigene Nachrichten, so zum Beispiel WDR 5 und rbb24 Inforadio.

## Weblink
- ABC der ARD: ARD-Infonacht. In: ard.de.